# 黃配玄
黃配玄（？—1645年），字承文，号位兩，江西撫州府樂安縣（今江西省樂安縣）人，明朝政治人物，同進士出身。

## 生平
萬曆四十三年（1615年）乙卯科鄉試第七十二名舉人，崇禎七年（1634年），登甲戌科進士，吏部观政，十月授南直隶望江县知县，八年调任懷寧縣知縣。崇祯十五年（1642年）考选南京户科給事中，本年九月钦授安慶巡撫。丁内艱去。